# Riemst
Riemst est une commune néerlandophone de Belgique située en Région flamande dans la province de Limbourg.

## Historique
La bataille de Lauffeld le 2 juillet 1747 se déroula sur le territoire de l'actuelle commune.

## Sections de la commune
| #  | Section                                               | Superf. (km²) | Habitants (2020) | Habitants par km² | Code INS |
| -- | ----------------------------------------------------- | ------------- | ---------------- | ----------------- | -------- |
| 1  | Riemst                                                | 3,89          | 1.715            | 441               | 73066A   |
| 2  | Herderen                                              | 5,17          | 1.638            | 317               | 73066B   |
| 3  | Vlijtingen (en wallon : Flétindje)                    | 8,80          | 2.627            | 298               | 73066C   |
| 4  | Vroenhoven                                            | 7,52          | 1.565            | 208               | 73066D   |
| 5  | Kanne                                                 | 3,63          | 1.166            | 321               | 73066E   |
| 6  | Zichen-Zussen-Bolder (en wallon : Sinne-Xhons-Banlér) | 7,06          | 3.269            | 463               | 73066F   |
| 7  | Val-Meer                                              | 5,10          | 1.767            | 346               | 73066G   |
| 8  | Millen (en wallon : Mèlin, Mèlagne)                   | 10,58         | 1.618            | 153               | 73066H   |
| 9  | Genoelselderen                                        | 2,87          | 549              | 191               | 73066J   |
| 10 | Membruggen                                            | 3,25          | 840              | 259               | 73066K   |

## Héraldique
|  | La commune possède des armoiries qui lui ont été octroyées le 3 juin 1985. Elles montrent dans la moitié droite les barres rouges du Comté de Looz. Historiquement, plusieurs des villages de la commune faisaient partie du Comté de Looz. L'aigle dans la moitié gauche provient des armoiries de la Principauté de Liège, car le village de Kanne dans la commune a toujours appartenu à Liège. Le point montre une clé, le symbole de Saint Servais. Le village de Vlijtingen dans la commune était traditionnellement une possession de la Basilique Saint-Servais à Maastricht. Blasonnement : Parti au 1. barres transversales de dix pièces d'or et de gorge, au 2. d'or à un double aigle de sable, la bouche, la langue et les pattes de gueules; dans la pointe : une clé de Saint Servais inversée d'argent. (Traduction libre) Source du blasonnement : Heraldy of the World. |

## Démographie

### Évolution démographique: Avant la fusion des communes
- Sources : INS, Rem. : 1831 jusqu'en 1970 = recensements, 1976 = nombre d'habitants au 31 décembre[3].

### Évolution démographique de la commune fusionnée
En tenant compte des anciennes communes entraînées dans la fusion de communes de 1977, on peut dresser l'évolution suivante :
- Source : DGS - Remarque: 1831 jusqu'à 1981=recensement; depuis 1990=nombre d'habitants chaque 1er janvier[4]